# Ion Popa (membru al Sfatului Țării)
Ion Popa (n. 1889, gubernia Basarabia, Imperiul Rus – d. secolul al XX-lea) a fost un țăran și politician moldovean, membru al Sfatului Țării al Republicii Democratice Moldovenești.

## Sfatul Țării
Cu toate că era băștinaș, Ion Popa a fost unul din membrii Sfatului Țării care s-a abținut de la votul de Unire a Basarabiei cu România în timpul sesiunii din 27 martie 1918.

## Galerie de imagini

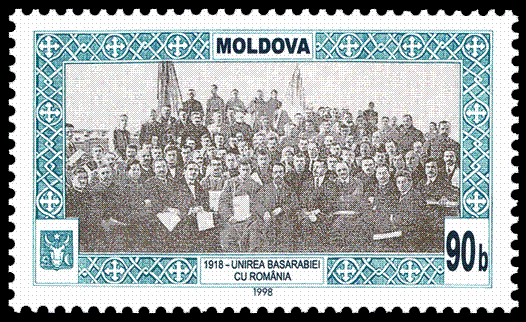
Membrii Sfatului Țării pe un timbru moldovenesc din 1998.